# قسم قلعة خواجة الريفي (مقاطعة أنديكا)
قسم قلعة خواجة الريفي (بالإنجليزية: Qaleh-ye Khvajeh Rural District)‏ هي قسم تقع في إيران في القسم المركزي. يقدر عدد سكانها بـ 13,094 نسمة .